# Quanitra Hollingsworth
Quanitra Hollingsworth (Chesapeake, 15 novembre 1988) è una cestista statunitense naturalizzata turca, professionista nella WNBA.
Conosciuta anche come Kuanitra Hollingsvorth e Kuanitra Holingsvorth, possiede il passaporto turco dal 2012.

## Carriera
È stata selezionata dalle Minnesota Lynx al primo giro del Draft WNBA 2009 (9ª scelta assoluta).
Con la Turchia ha disputato i Giochi olimpici di Londra 2012, i Campionati mondiali del 2018 e tre edizioni dei Campionati europei (2013, 2017, 2021).